# Mondher Chicha
Mondher Chicha, né le 22 octobre 1953, est un footballeur tunisien.

## Biographie
Il évolue au poste de milieu de terrain au sein du Club africain. Il appartient à l'équipe menée par Sadok Sassi et Tahar Chaïbi, qui obtient le doublé en 1973 et le titre en 1974, se voyant privée de deux doublés successifs qui aurait été une première.
En sélection nationale, il dispute deux rencontres dont le fameux Tunisie-Brésil du 6 juin 1973.

## Palmarès
- Championnat de Tunisie :
  - Champion : 1973, 1974, 1979
- Coupe de Tunisie :
  - Vainqueur : 1973, 1976
- Coupe du Maghreb des clubs champions :
  - Vainqueur : 1974, 1975, 1976

## Sélections
- 2 matchs internationaux[1]